# Баканович Анатолій Феліксович
Анатолій Феліксович Баканович (1905, Орша — 09.1980, Мінськ) — співробітник ОГПУ—НКВД—НКГБ—МГБ, полковник міліції, начальник дорожнього від. міліції МВС Білоруської залізниці 04.1954 — 21.02.59.

## Біографія
Народився в білоруській сім'ї. Батько — власник пекарні, поляк — кинув сім'ю, коли синові виповнився рік.
Працював у наймах у заможних селян, с. Кашино Оршанського повіту 03.1919 — 11.1919.

Потім був конторником, безробітним на біржі праці, працював в управлінні будівництва залізниці, Орша 07.21-10.23.

З жовтня 1925 по березень 1926 — конторник споживспілки в Орші.

## В органахОГПУ—НКВД—НКГБ—МГБ
- березень 1926 — січень 1928 — співробітник ОДТО ОГПУ станц. Унеча;
- співробітник ДТО (дорожньо-транспортний відділ) ОГПУ Західної залізниці, Гомель 01.28-06.29;
- співробітник ОДТО ОГПУ станц. Жлобин 07.29-04.32;
- з квітня 1932 по травень 1933 — на Центральних транспортних курсах ОГПУ СРСР. В компартії — з вересня 1932;
- співробітник ТО ОГПУ—НКВД СРСР 05.1933-12.1936;
- пом. нач. 2 від-я 6 від. ГУГБ НКВД СРСР 12.1936-10.12.37;
- нач. ОДТО НКВД станц. Ворошилов-Усурійський Приморської залізниці 10.12.37-09.1939;
- нач. Котласького пересильно-перевалочного
пункту ГУЛАГ НКВД 09.39-08.40;
- нач. буд-ва НКВД, станц. Оленяча Кіровської залізниці 07.1940-08.1941;
- нач. буд-ва НКВД, Півн. фронт 06.41-08.41;
- нач. польового буд-ва № 30 ГУОБР, Півн. фронт 08.1941-04.1942;
- нач. следч. від-я ТО НКВД—НКГБ Півд.-Уральської залізниці 05.1942-09.1943;
- заст. нач. ТО НКГБ Півд.-Донецької залізниці 09.1943-03.1945;
- нач. ТО НКГБ 3 Білорус. фронту 03.1945-01.1946;
- нач. ТО НКГБ-МДБ Півн.-Печорської — Печорської залізниці 01.1946-09.1947;
- в.о. нач. упр. охорони МДБ Печорської залізниці 09.1947-03.1948; заст. нач. упр. охорона МДБ Оренб. залізниці 03.48-01.53;
- заст. нач. упр. охорони МДБ—МВС — ДТУ МВС Білорус. залізниці 01.1953-06.04.54;
- нач. дор. від. міліції МВС Білорус. залізниці 04.1954-21.02.59;
- звільнений 21.02.59 через хворобу.

## Звання
- лейтенант ГБ 15.12.35 (упом. 12.37);
- підполковник;
- полковник міліції.

## Нагороди
- орден Леніна 24.11.50;
- 2 ордени Червоного Прапора 03.11.44, 25.06.54;
- орден Вітч. війни 1 ст. 14.06.45;
- орден Вітч. війни 2 ст. 10.04.45;
- 8 медалей.